# Никифорук Ігор Іванович

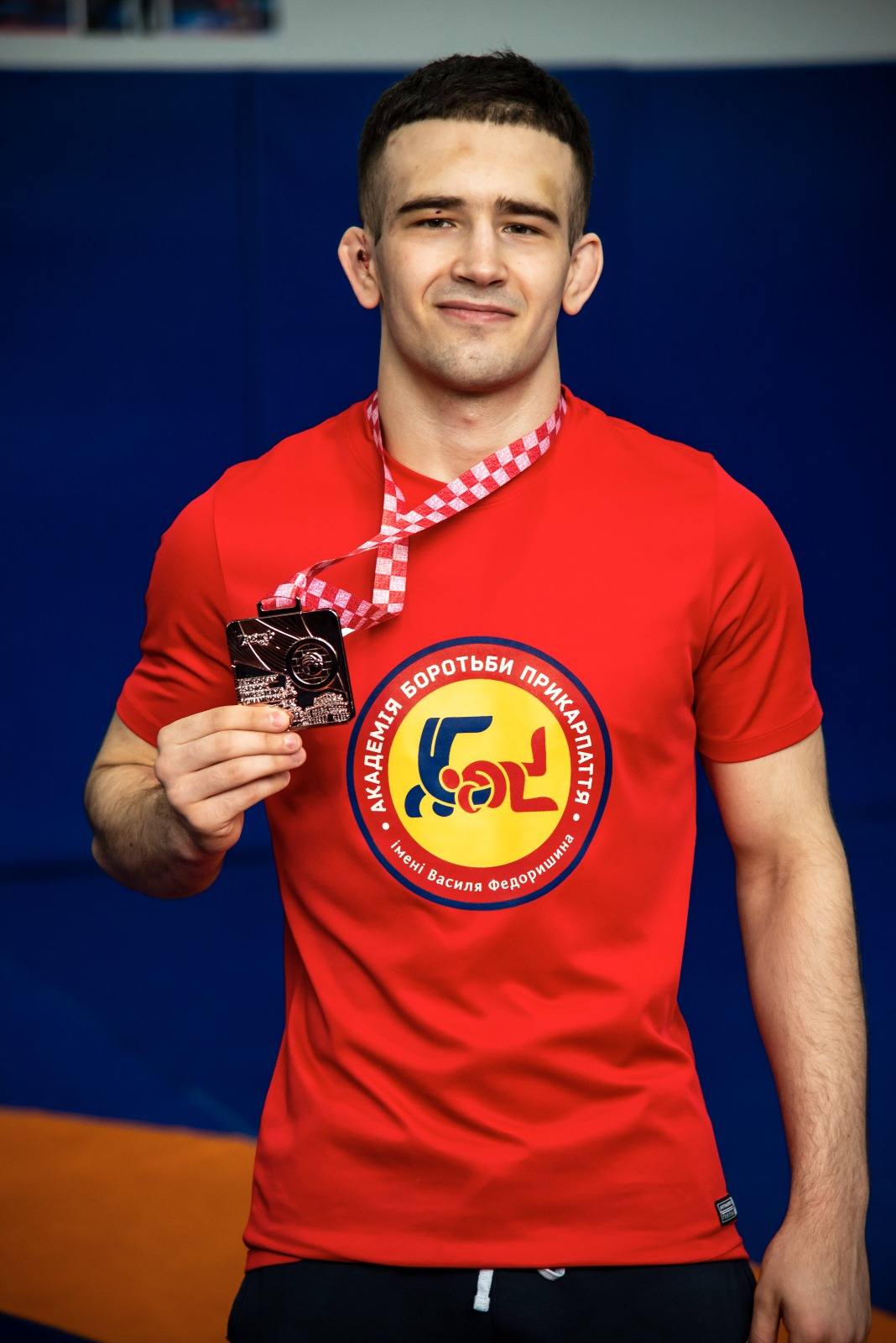

1. ↑  http://ukrwrestling.com.ua/wp-content/uploads/2019/03/Spysok-zbirnoi-2019-1.xls

Ігор Іванович Никифорук (нар. 2 жовтня 1999, Троїця, Снятинський район, Івано-Франківська область, Україна)— український борець вільного стилю, бронзовий призер чемпіонату Європи.

## Спортивні результати на міжнародних змаганнях

### Виступи на Чемпіонатах світу
| Змагання                        | Збірна  | Вагова категорія          | Місце |
| ------------------------------- | ------- | ------------------------- | ----- |
| Чемпіонат світу з боротьби 2023 | Україна | вільна боротьба, до 70 кг | 24    |

### Виступи на Чемпіонатах Європи
| Змагання                         | Збірна  | Вагова категорія          | Місце  |
| -------------------------------- | ------- | ------------------------- | ------ |
| Чемпіонат Європи з боротьби 2021 | Україна | вільна боротьба, до 70 кг | Бронза |
| Чемпіонат Європи з боротьби 2023 | Україна | вільна боротьба, до 70 кг | Бронза |

### Виступи на інших змаганнях
| Змагання                                     | Збірна  | Вагова категорія          | Місце  |
| -------------------------------------------- | ------- | ------------------------- | ------ |
| Київський Міжнародний турнір з боротьби 2020 | Україна | вільна боротьба, до 70 кг | Золото |
| Індивідуальний Кубок світу з боротьби 2020   | Україна | вільна боротьба, до 70 кг | 9      |
| Київський Міжнародний турнір з боротьби 2021 | Україна | вільна боротьба, до 65 кг | 17     |
| Міжнародний турнір Маттео Пелліцоне 2022     | Україна | вільна боротьба, до 70 кг | 9      |
| Турнір Ібрагіма Мустафи 2023                 | Україна | вільна боротьба, до 70 кг | Бронза |
| Турнір міста Сассарі 2023                    | Україна | вільна боротьба, до 70 кг | Золото |
| Меморіал Поляка Імре та Варги Яноша 2023     | Україна | вільна боротьба, до 70 кг | Золото |

### Виступи на змаганнях молодших вікових груп
| Змагання                                       | Збірна  | Вагова категорія          | Місце  |
| ---------------------------------------------- | ------- | ------------------------- | ------ |
| Чемпіонат світу з боротьби серед кадетів 2015  | Україна | вільна боротьба, до 50 кг | 15     |
| Чемпіонат Європи з боротьби серед кадетів 2016 | Україна | вільна боротьба, до 54 кг | 15     |
| Чемпіонат Європи з боротьби серед юніорів 2018 | Україна | вільна боротьба, до 61 кг | Бронза |
| Чемпіонат світу з боротьби серед юніорів 2018  | Україна | вільна боротьба, до 61 кг | 17     |
| Чемпіонат Європи з боротьби серед молоді 2019  | Україна | вільна боротьба, до 65 кг | 13     |
| Чемпіонат світу з боротьби серед молоді 2019   | Україна | вільна боротьба, до 65 кг | Бронза |
| Чемпіонат світу з боротьби серед молоді 2022   | Україна | вільна боротьба, до 70 кг | 7      |